# Andrés Borghi
Andrés Borghi (Buenos Aires; 14 de julio de 1982) es un director de cine, guionista, especialista en efectos visuales digitales, animador, actor, escritor y desarrollador de videojuegos argentino. Es hermano menor del músico y compositor de bandas sonoras Pablo Borghi.

## Primeros años
Borghi creció en el seno de una familia de artistas ya que sus padres, Cristiano Borghi y Cristina Gargiulo eran ceramistas y escultores, su hermana Cecilia quien siguió con dicha vocación y sus hermanos Pablo y Mariana se volcaron por la música. Durante su infancia, que transcurrió en la localidad de Ciudadela cercana a Buenos Aires, fue una persona «bastante creativa» que tenía problemas con sus calificaciones en la escuela porque, en sus palabras, «se embolaba». Según él, durante este periodo «no fue un chico de barrio» debido a la criminalidad que había en Ciudadela: «Mis hermanos salían a andar en bicicleta y a jugar en la calle. Yo no tanto». Sus padres iban con frecuencia con sus hijos al cine y recuerda en especial Labyrinth (1986) de Jim Henson, Who framed Roger Rabbit? (1988) de Robert Zemeckis, y Die unendliche Geschichte (1984) de Wolfgang Petersen, un filme del cual se enamoró. Más tarde, sus padres compraron una videocasetera y allí vio RoboCop (1987) de Paul Verhoeven, que le dejó traumatizado debido a que «al protagonista lo matan a tiros». A los doce años, comenzó su pasión por la realización audiovisual cuando su madre le regaló una videocámara de mano JVC, y en colaboración con Nacho Petrone —su primo—, comenzó a grabar videos parodiando películas que veían, entre ellas, The Terminator de James Cameron y la versión de 1984 de Karate Kid, dirigida por John G. Avildsen. «Ahí fue claro. Dije “bueno, ya está, quiero ser director de cine”. [...] No sabía que era un director de cine yo tampoco, pero bueno». Más tarde y junto con sus amigos de la secundaria, comenzó la realización de una serie parodia a The X-Files —de Chris Carter— titulada X-Giles, que imitaba al show de televisión original tanto en contenido como en número de capítulos. Durante esa época, Andrés estaba enamorado del mundo de los videojuegos, principalmente provenientes de la consola PlayStation donde pasaba varias horas jugando a Resident Evil y Silent Hill, y de estos últimos tomó mucha inspiración para la realización de escenas de su serie parodia. Debido a su bajo conocimiento en la edición, él «armaba todo un dispositivo» con una videocasetera y su consola de videojuegos, que dejaba encendida para lograr así sonorizar sus escenas. Sin embargo, cuando X-Giles iba por su segunda temporada, fue cancelada a falta de tres episodios debido a que su grupo de amigos acabó por disolverse: «En la secundaria pasó que me hice amigo de gente, y después cambió el grupo porque empezaron a ir a bailar y esas cosas que a mí no me interesaban. [X-Giles] está en un VHS en mi casa».

## Actividad profesional

### Años 2000

#### Necrópolis

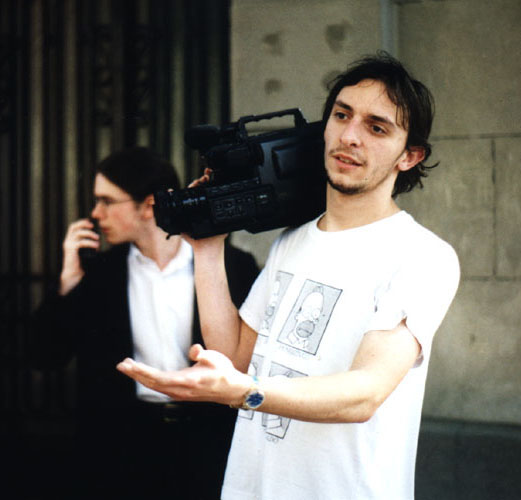
Andrés Borghi durante el rodaje de Necrópolis en 2001. En el fondo de la fotografía se encuentra Nicolás Stilman, quien participó más adelante en varias producciones del director.

Entre sus diecisiete y dieciocho años, y poco antes de finalizar la escuela secundaria, Borghi encaró la realización de un largometraje con zombis, porque «tener muchos zombis era más fácil que tener muchos hombres lobo». Necrópolis fue una película de poco más de 60 minutos, bajo presupuesto y «recontra amateur» —en palabras del autor—, que fue estrenada el 14 de julio de 2001. Su producción llevó un año y medio, y sirvió principalmente como un aprendizaje para los involucrados en el proyecto. Borghi comentó en varias oportunidades que el filme: «Tiene muchísimos errores y las actuaciones son de cuarta, pero tiene mucho valor para mí desde lo nostálgico». En 2002 comenzó sus estudios como director de cine en el Taller Escuela de Buenos Aires —o Fundación TEBA—, donde conoció a varios amigos quienes más tarde pasaron a formar parte del elenco y producción de la obra fílmica próxima a estrenar por el director.

#### Bailando con el peligro
En sus últimos meses cursando la escuela secundaria, Borghi comenzó un largometraje parodia a la franquicia cinematográfica de James Bond y, en ella, participaron varios de sus excompañeros provenientes de su centro educativo. El rodaje de la misma se extendió desde septiembre de 2001 hasta mayo de 2004 y los efectos visuales fueron enteramente obra de Andrés que, por falta de experiencia, realizaba estos gracias a la combinación de tres programas de edición, cuales fueron Adobe Premiere Pro, Photoshop, y Media Studio, siendo este último un programa «muy primitivo» especializado en efectos especiales: «Si quería un efecto, buscaba la mezcla de los tres para lograr algo. Después me contaron “no, tenés que usar el After Effects para eso”». Bailando con el peligro tuvo un presupuesto ligeramente superior a los 300 pesos argentinos —equivalentes a 257 dólares estadounidenses en enero de 2021— y fue estrenada oficialmente el 14 de noviembre de ese mismo año. En su primer año de exhibición, la película fue un fracaso comercial y consiguió únicamente recuperar un tercio de su valor de producción.

#### El espectro del bosque
Borghi se inscribió en un curso del programa Adobe After Effects realizado por la Escuela Da Vinci y en 2005 realizó El espectro del bosque, una animación de terror de corta duración con arte en blanco y negro animado completamente por ordenador que seguía a un muñeco que corría en mitad de un bosque, escapando de un asechador misterioso. «[El espectro del bosque] fue como mi prueba para ver que podía hacer con este programa, pero siempre mi idea era como “bueno, no voy a hacer cualquier cosa. Que sea un corto, que tenga una historia”». Con este cortometraje participó por primera vez en un festival de cine al presentarlo en el Festival Uncipar de Villa Gesell y fue galardonado con el premio a mejor corto de animación en la segunda edición del Festival latinoamericano de cine de San Rafael y en el Festival latinoamericano de cine y video, celebrados ambos en 2006.

#### Otakus
Posterior a finalizar su curso en la Escuela Da Vinci, se topó con una tendencia creciente en YouTube cuál consistía en realizar, haciendo uso de los efectos visuales, batallas con sables de luz inspiradas en la saga de películas de Star Wars o combates basados en animes populares. Borghi, que deseaba poner a prueba sus conocimientos en Adobe After Effects, se vio motivado por estos metrajes y decidió crear uno con temática similar, agregando a este una pequeña trama ya que, por aquel entonces, estos videos carecían de historias que desencadenaran tales pleitos. Para la realización del guion requirió la participación de su amigo Facundo Spolaore, y dicho libreto tomó como inspiración una experiencia que Andrés tuvo en la comiquería Punto de Fuga: «Una vez entré a una comiquería donde se juntaban [los fanes del cómic] y uno estaba diciendo “Hulk no le puede ganar al Capitán América. Chau, se acabó”. Entonces entré y vi eso». Ambos escritores «exageraron ese elemento» y lo ambientaron en una discusión entre dos aficionados del anime, principalmente seguidores de Dragon Gol Beta, una parodia al anime Dragon Ball Z de Daisuke Nishio y Shigeyasu Yamauchi. Nicolás Stilman encarnó el papel de Héctor en la obra y fue clave en la introducción de diálogos en japonés, esto gracias a que por aquel entonces se encontraba tomando lecciones en el instituto privado Nichia Gakuin, ubicado en la Ciudad de Buenos Aires: «Antes de cada rodaje él me enseñaba los diálogos y me ayudaba con las pronunciaciones». El rodaje comenzó en agosto de 2005 y contó con el apoyo de la Fundación TEBA, quien prestó el equipo para la realización del cortometraje. Para su total finalización, se requirieron cinco jornadas de rodaje y dos locaciones principales: la primera de estas fue la por entonces casa de Borghi, que fue utilizada para realizar todas las escenas en interiores, mientras que, por otro lado, las escenas en exteriores fueron realizadas en el Parque Sarmiento —ubicado en Saavedra—, donde el equipo de producción tuvo varios problemas por el excesivo calor en el ambiente: «Uno se iba con dolor en la cara, como que ya era una quemadura». La falta de tiempo y presupuesto llevó a que se descartasen varias ideas propuestas, como una pelea volando y hacer que uno de los protagonistas se estampase contra una pared. La posproducción del cortometraje tomó alrededor de un año y medio, no obstante fue terminado un día antes de que el Festival Uncipar de 2007 tuviese lugar. Otakus tuvo su estreno en pantalla grande en dicho festival el 29 de marzo de ese mismo año y fue aclamado por el público presente: «[Otakus] cerró el festival y la gente quedó pasmada, ya que no esperaba algo así del último corto en ser proyectado. [...] Hasta teníamos una hinchada de gente que gritaba el nombre del corto: “Ota~kus, Ota~kus” cuando ganó uno de los premios». Allí, el cortometraje fue galardonado con una mención por efectos especiales y fue seleccionado para participar en el festival de cine UNICA, celebrado ese año en Liptovský Mikuláš, Eslovaquia: A la par que presentó el metraje en el Festival Uncipar, Borghi, con la idea de tener un lugar donde verlo, lo subió a YouTube y sin darse cuenta, este se viralizó muy rápidamente entre la comunidad del sitio. A pesar de esto, el 8 de junio de ese mismo año, él estaba intentando comprobar la cantidad de gente que había visualizado el video y, después de «tocar cualquier cosa» lo eliminó por accidente. Inmediatamente volvió a subirlo, pero las visitas del mismo se vieron afectadas. En una entrevista en 2016, comentó lo siguiente: «Ahora [el video] está en 1 500 000 visitas. Si no hubiese hecho eso, ahora tendría 10 millones fácil. Como que perdió el momentum». A pesar de esto, Otakus gozó de fama a nivel internacional, lo que llevó a Borghi a participar en un programa de radio llamado Comic Geekos, oriundo de El Salvador. Por otro lado, el cortometraje fue transmitido en dos ocasiones por televisoras niponas: la primera vez tuvo lugar en 2009, cuando el programa The Netstar —un show dedicado a mostrar la cultura japonesa representada desde otras partes del mundo— lo transmitió, luego de contactarse con el autor a través de internet. La segunda ocurrió en 2013, cuando una mujer nikkei con residencia en Argentina le contactó para poder así transmitirlo en el programa Mag Net.

#### Dedicado a nadie

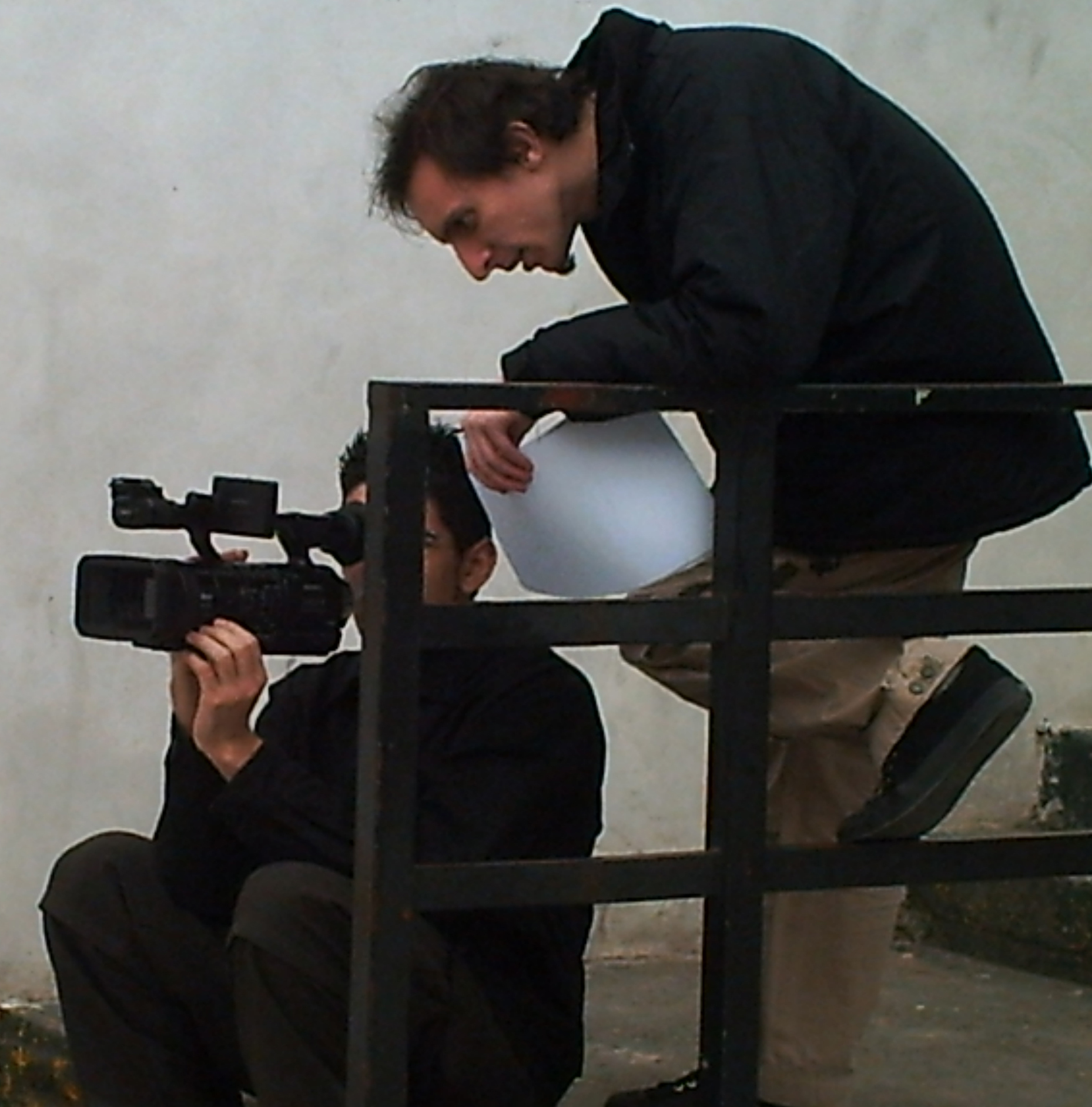
Una fotografía de Andrés Borghi tomada en 2006, durante el rodaje de Dedicado a nadie.

Durante la posproducción de Otakus, Borghi quería hacer una obra mucho más elaborada, por lo que empezó a idear un nuevo metraje de terror —su género favorito— inspirado principalmente en las cintas japonesas de dicho género. Borghi era un lector habitual de La Casa de Kruela —una página web de origen mexicano donde la gente publicaba sus experiencias paranormales supuestamente verdaderas— y allí se topó con un escrito de la autora Eyra Wong que relataba la historia de un poltergeist que tomó lugar en su casa. A medida que iba avanzando, el texto «le generaba imágenes automáticamente», si bien no decidió llevar la historia al medio audiovisual hasta que leyó la razón de la presencia del ente fantasmal, ya que -según cuenta- la protagonista solía escribir poemas sin dedicarlos a nadie, por lo que, al no tener un correspondido, podían ser tomados por fantasmas o espíritus. A Borghi le llamó poderosamente la atención la idea de que un ente fuese avistado por el mejor amigo de la protagonista, posando justo detrás de ella. A pesar de tener la idea resuelta, tuvo dificultades para comunicarse con Wong debido a que no era un usuario registrado del foro, pero decidió realizar de todos modos dicho cortometraje. Reescribió enteramente el relato para convertirlo en guion e inventó un final ya la historia original no lo tenía. Durante la posproducción logró contactar con Wong y pedirle permiso para transformar su escrito en un metraje con actores reales, además de hacer mención sobre la invención de un final fuerte en el mismo, a lo que ella accedió en buenos términos, respetando la mirada del director. Dedicado a nadie tuvo su estreno el 31 de octubre de 2008 y contó con las actuaciones de Samantha Zoppo y Juan Felipe Villanueva, quienes protagonizaron el filme. Borghi pretendía que el corto se popularizase en la cultura emo e igualase el éxito de Otakus, pero tuvo muy poca repercusión debido a que por sus veinte minutos duraba demasiado  y que no tenía efectos visuales atractivos en comparación a su anterior obra, según explicó él mismo en una entrevista en 2016: «[Dedicado a nadie] era otra cosa».

### Años 2010

#### Working Day
Tras el poco interés que despertó su cortometraje Dedicado a nadie (2008), participó en 2010 del concurso Your Big Break —organizado por la oficina de turismo de Nueva Zelanda— y su obra Working Day fue premiada por Peter Jackson quien la describió como «una pieza narrativa fresca y original».
En 2010, Lucila Las Heras —una directora y guionista amiga de Borghi— le hizo saber sobre la existencia de un concurso a nivel internacional llamado Your Big Break, organizado bajo la campaña «100% New Zealand» —efectuada por la oficina de turismo de Nueva Zelanda— y pedía como requisito para participar que los directores entregasen un guion de tres páginas que tratase sobre como este país era el más joven del mundo. Él se vio interesado y comenzó a planificar la idea para un libreto, pensando principalmente en una idea relacionada con cosas del género fantástico. Esta búsqueda por la inclusión de la fantasía en su obra le llevó a la idea de realizar un metraje que mostrase como un gigante construía el país y, gracias a la similitud de la misma con la historia de su videojuego The Black Heart, fijó que dicho coloso sería de madera y realizado con animación 3D. La idea presentó un problema para el director, ya que hacer al gigante de madera podía ser un trabajo muy laborioso y tardío para un animador, por lo que optó por descartarla y seguir la propuesta de Las Heras, quien recomendó que el cortometraje apelase directamente al humor. Esto inspiró la idea de que dicho coloso sea un obrero encarnado por un actor real, pensamiento inspirado por la película The Hitchhiker's Guide to the Galaxy (2005), no obstante estuvo a poco de desecharla porque las bases del concurso pedían que las proposiciones no se excedieran con los efectos especiales debido a los problemas que estos podían conllevar, aunque podía no presentar limitaciones en caso de que los directores mostrasen ser capaces de realizarlos. Con la idea ya resuelta, se grabó a sí mismo en un croma haciendo «cosas de obrero» y utilizó imágenes de paisajes de Nueva Zelanda grabadas en helicóptero, parte del archivo que la página de concurso ofrecía para que los participantes armen sus ideas. Esto último gustó mucho a los organizadores por ser un concepto simple y accedieron a darle al director las imágenes del archivo en alta definición. La elección de los finalistas corrió a cargo de Barrie Mitchell Osborne y, entre 1100 concursantes, seleccionó solo cinco proyectos: Frosty Man and the BMX Kid del australiano Tim McLachlan, Sweet As de la australiano-japonesa Aya Tanimura, Blank Spaces del fiyiano Rajneel Singh, Something Special de la estadounidense Kristi Simkins y Working Day de Borghi, quien resultó como el único hispanoparlante selecto. Los cinco finalistas viajaron a Queenstown —en la región de Otago, Nueva Zelanda— para poder así plasmar sus ideas en metrajes de corta duración bajo la supervisión de Osborne y junto con un equipo de trabajo neozelandés, mayoritariamente involucrados en la trilogía cinematográfica de The Lord of the Rings. Este equipo de trabajadores dejó entusiasmado a Borghi, quien destacó la profesionalidad del mismo durante una entrevista en 2016: «En Nueva Zelanda estaba trabajando con gente que me pasa el trapo en grosa, y me respetaban como el director. “Sos el director, hacemos lo que vos decís” y eso fue como, claro, esto es profesionalismo». Cuando finalizó la grabación y posproducción del mismo, volvió a Buenos Aires a espera de los resultados cuales estaban en manos de Sir Peter Robert Jackson, ganador del premio Óscar a mejor director en 2003. «Todos los cortos eran como medio realistas o contando tal cosa, y dije “no, voy a hacer un gigante que construya porque a él [Peter Jackson] le gustan las cosas grandes”. Medio que lo hice para él». Working Day resultó ganador del concurso y el anuncio se hizo oficial a principios del mes de marzo durante la gala de la 25.º edición de los premios Independent Spirit, celebrado en Los Ángeles. Dicha consagración fue conocida por Andrés un día antes del anuncio oficial a través de un correo electrónico en el que también recibió una devolución de Jackson, y en la misma, este destacó la utilización del tono «whimsical»:

This short film stood out as a fresh and original piece of storytelling. [...] This was an extremely accomplished piece of filmmaking. Congratulations Andrés – I will definitely be keeping an eye out for your future work.
Este cortometraje se destacó como una pieza narrativa fresca y original. [...] Esta fue una obra extremadamente lograda. Felicidades Andrés – Definitivamente estaré atento a tu trabajo futuro.

#### Alexia
A continuación comenzó la realización de su tercer largometraje, pero la filmación se interrumpió mientras esperaba por una locación que necesitaba para una escena, por lo que optó por hacer en el ínterin el cortometraje de terror Alexia (2013), que tuvo una repercusión considerable en YouTube y participó de varias muestras de cine a nivel internacional, como el Festival de Cine de Sitges  en octubre de 2014 en la sección Brigadoon. Una vez completado el rodaje interrumpido, estrenó Nacido para morir (2014) durante la 15.º edición del festival Buenos Aires Rojo Sangre y logró cuatro galardones incluyendo mejor director y premio del público.

#### Nacido para morir
Antes de ir a Nueva Zelanda para filmar Working Day, comenzó el guion de una película de terror psicológico cual esperaba fuese su primer largometraje de dicho género. Tras regresar de su viaje, un conocido de nombre Manuel le llamó para comentarle una idea que consistía en presentar películas al INCAA. Borghi, aprovechando que tenía ese guion ya escrito, decidió tomar la idea y lo nominó al concurso Ópera Prima, que tardaba un año en dar los resultados. A espera de la finalización del mismo, comenzó a sentir aburrimiento y decidió empezar un libreto para la secuela de su largometraje Bailando con el peligro, teniendo en aquel entonces varias ideas para realizar una trama y dinero para financiar parte del proyecto. Meses más tarde y con gran parte de la historia redactada, el INCAA le notificó al director que el guion que presentó para el concurso no había sido seleccionado: «Fue como “uh, que bajón”, pero bueno, por suerte ya tenía arrancada esta [Nacido para morir]». Gracias al tiempo transcurrido entre el lanzamiento de Bailando con el peligro, escribió un guion repleto de humor absurdo inspirado en ocurrencias que tenía cuando miraba su anterior película, dando prioridad a ideas disparatadas como que un asesino a sueldo manejase el trencito de la alegría de Mar del Plata, no obstante, afirmó que ideó el libreto pensando en que cada broma debía ser necesaria para el correcto funcionamiento de la trama y aseguró además que en el metraje solo hay un chiste que puede ser retirado sin alterar a esta. El rodaje de la cinta comenzó en 2011 y las jornadas de filmación eran realizadas los fines de semana, sin embargo, este se vio afectado debido a que Juan Andrés Mingrone, actor que realizaba el papel del jefe de la K.K.D.B.B —organización antiterrorista de la película—, se estaba mudando a Brasil, por lo que se tuvieron que grabar de forma acelerada las escenas en las que hacía aparición. Borghi comentó en una entrevista que, durante este periodo, «fue todo medio un caos». Pasado esto, Lucila Las Heras convenció al director de reescribir varias escenas del guion con la finalidad de perfeccionarlo, cosa que él agradeció a futuro debido a que, en sus palabras, la película «mejoró un montón». Andrés comenzó a quedarse sin dinero y esto le impulsó a realizar en julio de 2012 una campaña en Ideame —un sitio web latinoamericano de crowdfunding— donde pedía a la comunidad llegar a la meta de 7 500 dólares estadounidenses, cifra que no logró superar tras la finalización de la misma ya que únicamente consiguió 2 mil. A pesar del panorama negativo, el rodaje fue rescatado por la productora Malevo Films, que dio una inyección económica al proyecto y ayudó además a que las jornadas de filmación fueran más profesionales y frecuentes, pasando de dos días de grabación por semana a cinco.
La filmación de Nacido para morir estaba realizada casi en su totalidad, sin embargo el rodaje se vio pausado debido a que el equipo no encontró una locación donde grabar la escena introductoria. Esto desembocó en que Borghi comenzase a cansarse y optase por realizar un nuevo cortometraje mientras se encontraba un lugar donde rodar la escena faltante de la cinta. A principios de 2014 y tras la finalización de Alexia, la Universidad Nacional de Quilmes tomó la decisión de prestar a Andrés una locación desocupada parte de sus instalaciones para así realizar la escena introductoria de Nacido para morir, cual fue rodada de forma exitosa. Inmediatamente después comenzó la posproducción de la cinta, cual cayó en manos de Borghi y contó con efectos visuales agregados para más de 440 planos distintos, cantidad bastante grande para los estándares del director. La película fue terminada justo a tiempo para la muestra de cine Buenos Aires Rojo Sangre, donde obtuvo su estreno en noviembre del corriente año y consiguió una muy buena recepción por parte del público presente. En aquel festival, la obra fue galardonada por mejor director, mejor música, mejores efectos especiales y el premio especial del público, no obstante no consiguió el premio a mejor película, cual fue correspondido al filme The Drownsman de Chad Archibald. A pesar de esto último, se enteró más tarde y gracias al propio jurado, que no ganó ese premio debido a que su largometraje no era de terror, género principal del festival. En los años siguientes a su lanzamiento, Andrés se dedicó exclusivamente a realizar pequeños retoques y correcciones para esta, ya que al momento de su estreno todavía faltaban efectos por terminar y algunos acabados.

«Borghi escribiendo coprotagonizando y dirigiendo, junto a Cóccaro, manejan a la perfección la delgadísima línea del ridículo. Le caminan por encima, le bailan encima, e incluso la empujan un poco, pero nunca llegan a pasarse, creando un mundo no solo rico en situaciones hilarantes, si no creando personajes verdaderamente entrañables que queremos volver a ver muchas, pero muchas veces más. [...] Nacido para morir es en mi opinión una película de visión obligada para amantes de lo bizarro, geek, gamer, fanáticos de lo oriental, otakus, gente común y mortales en general».
Federico G. Cobreros, tras ver Nacido para morir en el Festival internacional de cine de Mar del Plata de 2014.

#### Detrás de la puerta

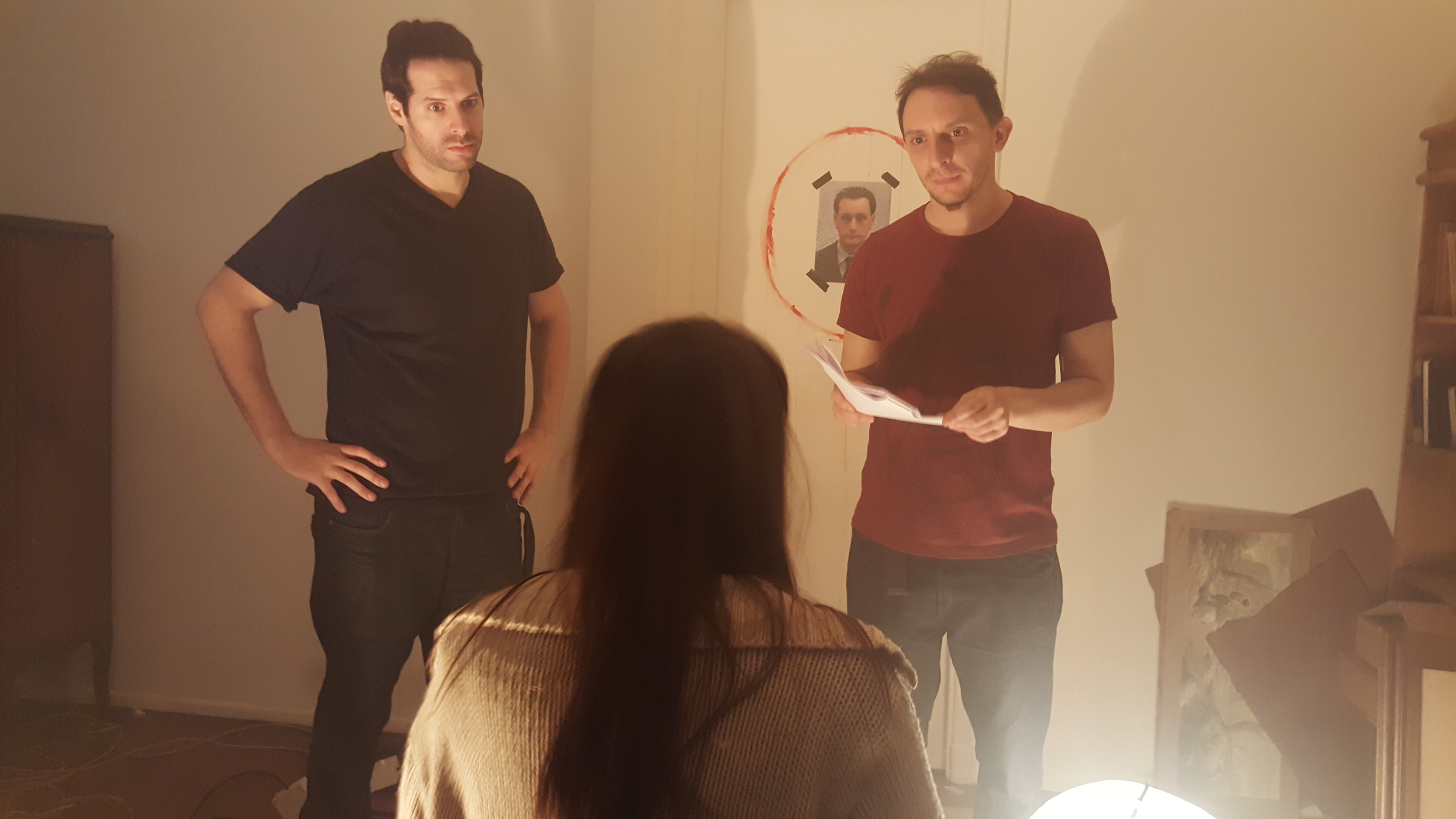
Fotografía tomada el 4 de mayo de 2020 durante el rodaje de Detrás de la puerta. En esta, se observa a Matías Rispau —director de fotografía— y Andrés Borghi repasando el guion junto con Claudia Salas, quien encarnó a Milagros —la protagonista del filme—.

Años después y sin haber realizado ninguna obra cinematográfica tras el estreno de Nacido para morir, vio el filme Coherence (2013) de James Ward Byrkit. A pesar de que la cinta «no le gustó mucho y no la terminó de ver», se quedó muy impactado con una escena de la misma en la que se explicaba que si se ponía la foto de un ser querido en una puerta y acto seguido tratabas de comunicarte, este te respondería desde el otro lado. Aunque Borghi quedó fascinado con dicha premisa, se vio desmotivado porque no podía utilizarla ya que esta pertenecía al filme en cuestión. «Yo dije “guau, esta es la mejor idea que vi en el mundo”. Esto es re un cuento, es re un corto, es espectacular, pero no lo puedo hacer porque ya está en esta película. ¡La puta que lo parió!». Mientras seguía viendo el largometraje, comenzó a sentir aburrimiento y decidió volver a observar la escena que le había cautivado. Gracias a eso, se dio cuenta de que había entendido mal el argumento y que realmente se trataba sobre una creencia del feng shui: «A la [protagonista del filme] le estaban hablando del feng shui y decía que “si en la puerta que está cerrada, al lado pones un mueble con una foto de alguien que vos odias, es como que estás bloqueando la energía de esa puerta”. Algo así estaban hablando, nada que ver [a lo que imaginaba]». Tras darse cuenta de su equivocación, retomó la premisa y comenzó la planificación de una trama, sin tener claro si esta era para la realización de un cortometraje o un cuento de terror: «me di cuenta de que era las dos cosas». El argumento final de Borghi hablaba de como una chica con problemas económicos intenta comunicarse con su padre —ya difunto— a través de este método para así pedirle un dinero de emergencia que, este en vida, había escondido. Primero, decidió utilizar la idea para su cuento «Detrás de la puerta» —parte de su libro Reflejado en la sangre—, esto debido a que «los cuentos siempre están más desarrollados y mucho más completos que los cortometrajes». Tras la publicación del libro de cuentos donde se incluía el escrito, comenzó con la realización del cortometraje y la búsqueda de una locación para filmar, cosa que generó el primer problema del rodaje. Según se relata en el cuento, la casa de la protagonista se encuentra en pésimas condiciones y eso le impide venderla ya que «nadie la compraría nunca», sin embargo y para la realización del metraje, el equipo de producción no consiguió una locación similar a la retratada en el escrito y esto generó que Borghi tuviese que cambiar el guion, por lo que el motivo de que la casa no pueda venderse pasó a que la misma sería embargada al día siguiente por el banco: «La casa no hace falta que esté hecha pelota y aparte le da un apuro a la mina. [...] Entonces como que de alguna manera se sumó para lo que es el corto». Según el director, encontrar una locación tardó «bastante más de lo que se esperaba» ya que el equipo necesitaba una casa que contase con una habitación que tuviese una puerta en la mitad de una pared. La búsqueda tomó aproximadamente tres meses, y finalizó cuando Flavio Greco Paglia invitó a Borghi a su casa por razones relacionadas con trabajo: «Vive a dos cuadras de mi casa. Voy para ver un trabajo que estabamos haciendo, veo la puerta y dije “che, ¿puedo filmar un corto acá?”». Paglia no solo aceptó prestar su hogar como locación, sino además se encargó de rejuvenecer digitalmente una fotografía de Carlos Piñeiro —actor que encarnó al padre de la protagonista— para así utilizarla en el metraje. Detrás de la puerta tomó aproximadamente seis meses en finalizarse y fue estrenado en diciembre de 2019, durante la 20.º edición del festival Buenos Aires Rojo Sangre. En esta ceremónia consiguió tres galardones: mejor cortometraje nacional, premio Piromanía FX y el premio Rental BSAS. Pocos días tras su estreno, el director publicó un avance del mismo en su canal de YouTube y allí prevé estrenarlo de forma gratuita durante 2021.

## Características como cineasta

### Influencias
A temprana edad, el director comenzó a asistir al cine junto con sus hermanos y padres, quienes le llevaban de forma frecuente. En este periodo, mostró una gran fascinación por la cinta Die unendliche Geschichte (1984) del cineasta alemán Wolfgang Petersen, cual confesó haberla visto en más de diez ocasiones. Más tarde, su afición por el medio se trasladó de las salas de cine a su casa cuando sus padres tomaron la decisión de comprar una videocasetera, y esto desembocó en que Borghi tuviese la oportunidad de mirar películas destinadas a un público más adulto, como RoboCop (1987) y varios filmes parte de la franquicia cinematográfica A Nightmare on Elm Street. Durante los siguientes años consumió varios metrajes alquilados por sus padres, no obstante y cuando se volvió mayor, comenzó a elegir él mismo las películas que deseaba mirar, razón por la que vio Friday the 13th (1980) de Sean Sexton Cunningham, la franquicia cinematográfica The Evil Dead de Sam Raimi, Night of the living dead (1968) de George Andrew Romero y The Ring (2002) de Gore Verbinski. Durante esta etapa, el director reconoció que «arrancó su cinefilia». En varias entrevistas, Andrés señaló a varios cineastas que influyeron de manera directa e indirecta en su trabajo, siendo de los más destacados Sam Raimi, «como le pasa a todo el mundo que hace terror», y Hideo Nakata, de quien resaltó las películas Dark Water (2002) y Ringu (1998). Siguiendo con el cine nipón, también destacó la influencia que tuvo el J-horror en su obra y comentó que sus metrajes favoritos del género eran Kairo (2001) de Kiyoshi Kurosawa y la saga de películas Ju-on, de Takashi Shimizu. Él no solo tomó influencias de películas, sino además usó videojuegos como inspiración para armar sus obras, siendo la franquicia Silent Hill —desarrollada por el equipo Team Silent— la más influyente en el director.

### Colaboradores frecuentes
Borghi optó en reiteradas ocasiones por trabajar con las mismas personas en sus diferentes proyectos. Primeramente, el principal colaborador del director es su hermano Pablo, quien compuso la mayoría de bandas sonoras que utilizó en sus proyectos. Por otro lado, Nicolás Stilman fue quien realizó más apariciones como actor en las obras de Borghi, ya que participó en sus tres películas y en dos de sus cortometrajes. El segundo con más papeles encarnados es Juan Andrés Mingrone, quien realizó aparición en todos los largometrajes del director —a pesar de esto, no formó parte del elenco en ninguno de sus metrajes de corta duración—. Sergio Berón, por otra parte, ha protagonizado dos de los cortometrajes de Borghi e hizo aparición como un personaje secundario en su película Nacido para morir. Facundo Spolaore interpretó únicamente un solo papel en una obra cinematográfica de Andrés —siendo este Jean Pierre Terminator en la película Bailando con el peligro—, no obstante realizó trabajos en varias obras del director como asistente de dirección y director de arte.

## Filmografía
| Largometrajes como director - Necrópolis (2001) - Bailando con el peligro (2004) - Nacido para morir (2014) Series web - Hongo Nuclear (2008—2009) - Coso (2012—2018) - Nerdomancers (2017—2021) | Cortometrajes como director - En tu memoria (2001) - Vicente (2003) - Mortuoria (2004) - El espectro del bosque (2006) - Otakus (2007) - Dedicado a nadie (2008) - Working Day (2010) - Truco (2011) - Mortuoria 2 (2012) - Alexia (2013) - Detrás de la puerta (2019) |

## Carrera como desarrollador de videojuegos
Cuando recién tenía acceso a internet, en 2002 y debido a su gusto por los videojuegos de pelea, decidió buscar cosas sobre personajes de algunas de sus franquicias favoritas, entre ellas Street Fighter o Darkstalkers. No obstante, en dicha búsqueda encontró una imagen de un luchador, exclusivo de la saga últimamente mencionada, peleando contra uno solamente jugable en la serie de juegos King of Fighters, lo que para él no tenía sentido. Tras ponerse a investigar, se enteró de que ese combate había sido realizado con M.U.G.E.N, un motor propiedad de la empresa Elecbyte especializado en diseñar videojuegos de dicho género. Este motor era «como un juego de pelea ya todo armado» en el que podías utilizar personajes realizados por la comunidad y, al enterarse de como funcionaba, decidió comenzar a dibujar y programar sus propios luchadores para, más tarde, liberarlos y dejar que los usuarios del motor los utilizasen en sus juegos.

### The Black Heart
Tras varios años siendo parte de la comunidad de M.U.G.E.N, notó que, entre sus creaciones, tenía cinco personajes cuyos estilos de dibujo eran bastante similares entre sí. Tras pensarlo un poco, en 2007 optó por diseñar un luchador más para así juntarlos y crear un videojuego propio. The Black Heart, nombre con el que decidió bautizarlo, relata una historia ambientada en el «Otro mundo», un mundo paralelo al nuestro cuyo gobierno es manejado por un rey, cual es finalmente asesinado por una criatura llamada Final, quien robó su corazón. Este acto ocasionó que los personajes del título —Hashi, Ananzi, Noroko, Shar-Makai, Animus y Peketo— comenzaran una búsqueda con la finalidad de cazar a dicho monstruo, pues, el que obtenga dicho corazón obtendrá un inmenso poder. La construcción de la trama tuvo muchos inconvenientes, no obstante, decidió basar varios elementos de la misma en una historia que tenía hacia ya un tiempo: «En un mundo paralelo, una especie de tirano quiere conquistar los dos mundos». El desarrollo del videojuego tomó alrededor de siete años y tuvo su estreno oficial el 31 de octubre de 2009, cuando fue liberado de forma gratuita en Game Jolt y en el sitio web oficial de la obra que operó hasta 2019. The Black Heart recibió una edición exclusiva para Steam, cual fue publicada por Saibot Studios —desarrolladores de la saga de videojuegos Doorways— el 22 de octubre de 2020 en condición de early access, esto debido a que el juego tuvo que ser parcialmente rehecho con el motor I.K.E.M.E.N, ya que Elecbyte no permitía vender videojuegos realizados con M.U.G.E.N.

#### Influencias
«Creo que [The Black Heart] surgió una vez que el mundo del 3D se volvió agotador. Son estéticas totalmente distintas que permiten hacer cosas muy diferentes. En un momento la estética 8 bits se descartó porque parecía antigua. Pero con el tiempo la gente se dio cuenta de que era otro lenguaje y se podía jugar con la deconstrucción del 8 bits, con la nostalgia o contar cosas más adultas. Eso me interesa un montón. En mi caso es de estética retro porque el motor original es viejo, vino así de fábrica y lo hice a esa medida. Pero bueno, supongo que hoy en día cuenta como retro. [...] Todo el juego tiene un poco de fílmico gastado, una estética que viniendo del mundo del cine me gustaba mucho y que hasta ese momento no había visto nunca en un videojuego».
Andrés Borghi en 2020.

Tanto los personajes, escenarios y mecánicas del título, estuvieron influenciados por otros videojuegos o películas del agrado del autor: durante sus comienzos en la comunidad de M.U.G.E.N, Borghi inspiró sus personajes en los protagonistas de la saga de videojuegos Splatterhouse y, siguiendo con esto, diseñó a Shar-Makai tomando referencias de los monstruos de dicha franquicia. Siguiendo con las influencias, el «Otro mundo» está inspirado en la estética de la película Evil Dead II (1987) de Sam Raimi, mismo estilo que utilizó para realizar el mundo de su largometraje debut Necrópolis, cual está ambientado en el mismo que el de The Black Heart. De hecho, Borghi planeaba que las historias se conectasen entre sí, pero decidió descartar dicha idea porque, de unir las tramas, el juego no funcionaría. También, el título posee influencias de videojuegos de género lucha y terror, como Silent Hill, que influyó principalmente en la música del videojuego, y Mortal Kombat, que inspiró los fatalities y la ambientación gore.

## Videojuegos
- The Black Heart (2009)[58]
- Tenebris Somnia (TBA)

## Carrera como escritor
Su carrera como escritor literario tuvo comienzo dentro de su cuenta de Fotolog.com, donde, con la finalidad de divertirse, escribía cuentos dedicados principalmente a ser estupidos y absurdos. Sin embargo, más tarde sintió la necesidad de escribir de forma seria ya que comenzó a sentírse saturado por su trabajo como cineasta. Inspirado por Stephen King y Clive Barker —sus autores más influyentes—, comenzó a redactar cuentos y acto seguido anunció que se encontraba en proceso de escritura durante una entrevista para Adolfo Tamini y Nicolás Armendano en 2016.
Culminó la escritura de su primer libro de cuentos en 2019 y lo presentó a Bärenhaus, una editorial argentina fundada en 2014. La obra literaria recibió el nombre Reflejado en la sangre y contó con un total de 208 páginas para diez cuentos de género terror —«Detrás de la puerta», «Emergencia nocturna», «Sus últimas palabras», «Ojos celestes», «Marcada», «En la oscuridad», «Sábanas rojas», «Comiendo su cabeza», «La mujer que no muere» y «Bajo la tierra negra»—. Estos fueron generalmente bien recibidos por algunos medios de origen latinoamericano: primeramente recibió una reseña positiva por parte del personal del sitio web Terror.com.ar, cual destacó los «cuentos de terror frescos» que el libro ofrecía. No obstante, también realizó un comentario negativo a la obra con respecto a la duración de los cuentos, ya que, en palabras del medio, «estiró demasiado» algunas historias. Otro medio que publicó una reseña a Reflejado en la sangre fue Viajando Sobre Libros, y esta corrió a manos de Gastón. En esta nota, el crítico destacó la «temática bien variada» que la obra poseía, lo que hacía que «la lectura fuera bien ágil y entretenida». Gastón finalizó su reseña dando al libro una puntuación de 4 sobre 5, misma puntuación que recibió por parte de Mary del medio Nebula Reads, que recomendó su lectura y expresó un favoritismo hacia los cuentos «En la oscuridad» y «La mujer que no muere»: «Espero que le den una oportunidad al autor, ya que es muy bueno y es argentino. No se van a arrepentir. Se los prometo».
Tras el lanzamiento de Reflejado en la sangre, volvió a la tarea de escribir cuentos y presentó así Paisajes de pesadilla poco menos de un año después. Esta obra de 119 páginas y siete relatos —«Mercadería», «La voz de Erika», «El auto en la lluvia», «Bibbiano», «Sombras», «Una caja de metal» y «Paisaje de pesadilla», cual da el título al libro— no contó con copias físicas, por lo que Borghi no recurrió a ninguna editorial y optó por publicarlo él mismo a través de Amazon Kindle. En este sitio y durante los primeros cinco días tras su publicación, el escrito se pudo descargar de forma gratuita, esto hecho con el fin de fomentar la lectura del título y publicitar así la obra. Al igual que Reflejado en la sangre, este libro contó con reseñas mayormente positivas por parte de los medios especializados: Jes de Expedición Cultural le realizó un análisis y comentó de manera positiva que el autor «jugaba con nuestras mentes haciéndonos dudar de si lo que estamos leyendo sucede en la vida real o si es meramente producto de nuestra imaginación». Por otro lado, el personal del medio Brunella París realizó una reseña completa al título, cual concluyó en una calificación de 4 sobre 5 estrellas. En esta, destacó «la variedad de historias que ofrecía el autor en el libro», a la véz que criticó la corta duración del mismo, ya que, en palabras del medio, «hay cuentos que merecen un libro completo e independiente».

## Otros trabajos

### Carrera como artista de efectos visuales
Además de ejercer como cineasta independiente, Borghi también ha trabajado como artista de efectos visuales para otros directores, y desempeñó dicho rol en más de cincuenta obras tanto a nivel nacional como internacional. La primera obra externa a su filmografía en la que tuvo tarea de realizar efectos especiales fue para el cortometraje debut del cineasta Hugo Meyer: Zappeando, de 2005. En un principio, realizar este tipo de trabajos para otros directores de cine no era primordial para él y, entre 2006 y 2008, solamente realizó un trabajo como restaurador de imagen para Doble filo, un largometraje de género thriller dirigido por Ezio Massa. Tras finalizar el cortometraje Dedicado a nadie, retomó su actividad en 2009 y se encargó de los efectos visuales de dos cintas: Por la calle de Hugo Meyer y El retrato de la peste de Lucila Las Heras.
Borghi continuó realizando varios encargos para otros directores argentinos, entre ellos destacan Néstor Montalbano, Néstor Sánchez Sotelo, Nicanor Loreti, Pablo Parés, Rodolfo Federico Carnevale y Mariano Cattaneo. El último mencionado es el cineasta que más veces ha requerido servicios de Borghi, ya que le contactó para que se encargase del VFX en hasta cuatro ocasiones, siendo el último de estos trabajos en 2018 para el cortometraje Voodoo Dream: a Gabriel Knight Story, cual estaba inspirado en los videojuegos point and click de aventura Gabriel Knight, desarrollados por Sierra On-Line durante los años 1990. No solo trabajó para cineastas nacionales, sino además trabajó con el panameño Arturo Montenegro, el nipón Ryûhei Kitamura, el británico David Slade y los estadounidenses Kevin Finn, James Rolfe, Mick Garris y Joe Dante.

### Carrera como director de videoclips
Como director de videoclips, Borghi realizó trabajos para bandas principalmente de música punk rock y rock, además de ejercer como realizador para algunas canciones de género electro swing y hip hop. El primero de estos trabajos tuvo lugar durante 2008, cuando dirigió el videoclip de la canción «Mediocre man» de la banda argentina de death metal Prion. Para este trabajo, el director contó con la colaboración de Julián Batistuta como director de fotografía y cámara, y de Marta Bermúdez, quien ejerció el rol de encargada de la dirección de arte. Todos ellos volvieron a colaborar ese mismo año para la realización del videoclip de «Us», canción de la banda Shocker Stalin. En 2009 y, nuevamente junto con Batistuta ocupando su rol habitual, Borghi se encargó de realizar el videoclip de «Evolución constante», una canción de los raperos argentinos Frescolate y Arias MC, y que contó con Hernán Calcatelli como productor del metraje. El último proyecto de Borghi junto con Julián Batistuta se llevó a cabo en 2011, cuando ambos trabajaron —junto con la cineasta Ayelén Turzi, que operó como encargada de la dirección de arte— para la realización del videoclip de «Adelante», una canción compuesta por la banda de rock cristiano Patmos. Tras esto, el director se alejó de la dirección de videos musicales hasta 2014, cuando realizó dos trabajos: el videoclip de la canción «Nacido para morir» —realizada exclusivamente para su película homónima— de Eve Aznar y Magnus Mefisto, y un video para la canción «Suicida» de SOMA. Luego de un año sin ningún trabajo, en 2016 fue contactado por el productor musical Yabloko Moloko para que dirija el videoclip de su canción de género electro swing «A painful choice» y, para este trabajo, contó con la participación de Matías Rispau, Emmanuel Nem y Marcela Saladino, quienes ejercieron como director de cámara y fotografía, director de arte y productora del video musical respectivamente. Tras finalizar el trabajo, abandonó de forma definitiva el mundo de los videoclips hasta 2020, cuando el artista NAM le solicitó para la realización de unos videos para dos de sus canciones: «Demorar el tiempo» y «Hoy».

## Premios
Borghi ha sido galardonado en múltiples ocasiones por sus obras, principalmente en lo que a cortometrajes refiere. Ha conseguido más de treinta premios —incluyendo menciones— tanto en festivales de cine nacionales como internacionales, y la mayor cantidad de galardones que recibió provienen de la muestra Buenos Aires Rojo Sangre, en la cual participó desde que Working Day recibió una nominación —y posterior mención— por su fotografía y dirección de arte en la edición de 2010.
Consiguió sus primeros premios gracias a su cortometraje El espectro del bosque, cual recibió el galardón a mejor corto de animación en dos festivales distintos celebrados en Argentina durante 2006. Otakus, siguiente obra del director, tuvo un mejor desempeño en esta clase de eventos y recibió un total de cuatro menciones honoríficas y cuatro premios. Con esta última obra, Borghi realizó sus primeras proyecciones a nivel internacional y consiguió su primer galardón en un festival europeo, ya que su cortometraje fue reconocido con el premio Garmanbozia en la edición 2008 del Festival internacional de curtmetratges Fantàstics i Freaks de Cerdanyola del Vallès —o Fantosfreak—, celebrado en Cataluña. Tras el fracaso que resultó Dedicado a nadie para el director, realizó en 2010 el metraje de corta duración Working Day, que se alzó como vencedor del concurso Your Big Break y se hizo además con una mención en la muestra de cine Buenos Aires Rojo Sangre. Alexia (de 2013) se convirtió en la obra cinematográfica más laureada de Borghi ya que consiguió ocho galardones en siete festivales, mientras que Nacido para morir fue su metraje más exitoso en el festival Buenos Aires Rojo Sangre donde, a pesar de ser la única muestra en donde consiguió ser premiado, se alzó victorioso en cuatro categorías, incluyendo mejor dirección y el premio del público. En 2019 estrenó su más reciente obra Detrás de la puerta, cual fue laureada en siete ocasiones en cinco festivales distintos, incluyendo la muestra rusa Saint Petersburg International Film Festival —o SPIFF— donde se alzó con los premios a mejor cortometraje, mejor guion y mención especial del jurado John Currie en la edición de 2021.